# Яблоневое (Днепропетровская область)
Яблоневое (укр. Яблуневе) — село,
Криничанский поселковый совет,
Криничанский район,
Днепропетровская область,
Украина.
Код КОАТУУ — 1222055108. Население по переписи 2001 года составляло 24 человека.

## Географическое положение
Село Яблоневое находится на расстоянии в 1,5 км от сёл Любимовка и Новопушкаревка.
По селу протекает пересыхающий ручей с запрудой.